# 18026 Juliabaldwin
18026 Juliabaldwin este un asteroid din centura principală de asteroizi.

## Descriere
18026 Juliabaldwin este un asteroid din centura principală de asteroizi. A fost descoperit pe 18 mai 1999 la Socorro, New Mexico, în cadrul proiectului LINEAR. Asteroidul prezintă o orbită caracterizată de o semiaxă mare de 2,33 ua, o excentricitate de 0,20 și o înclinație de 4,7° în raport cu ecliptica.